# 毅犹未尽
《毅犹未尽》是陆毅在2005年3月8日发行的專輯。

## 曲目
1. 左鞋右穿
2. 解药
3. 在想你的天空下游荡
4. 温柔的冒犯
5. 逆光飞行
6. 黑蜘蛛
7. 学会一个字
8. 时间暂停
9. 沙雕城堡
10. 飞机带我去哪里